# Virtuality 1000CS
Virtuality 1000CS ingår i en serie datorspelmaskiner med virtuell verklighet som producerats av Virtuality Group. De förekom i spelarkader i början av 1990-talet. Maskinen åstadkommer en stereoskopisk bild i realtid och styr sensorer på spelaren.
Företaget Virtuality Group startades 1985 som W Industries av Jonathan Waldern som forskade i VR-teknik 1985-1990 med stöd av IBM Research Labs i Hursley, UK. Företaget utvecklade flera av komponenterna i utrustningen som VR-hjälm, grafiksystem, 3D-tracker, datahandskar och yttre formgivning. Systemet stod färdigt och marknadsfördes vid en datorgrafikmässa mot industrin. De första två sammankopplade VR-systemen såldes till British Telecom Research Laboratories för experiment med telepresence. I Sverige visades tekniken vid mässor och som attraktion vid nöjesfält.
Det finns två sorters enheter, en där spelaren står upp och en annan där spelaren sitter ner. I båda fallen används en VR-hjälm med två LCD-skärmar i upplösningen 276x372 pixlar. Enheten innehåller också fyra högtalare och en mikrofon. I enheten där spelaren står upp registreras spelarens rörelser med Polhemus ”Fast track”, ett magnetiskt system med mottagare i en handhållen joystick. I enheten där spelaren sitter ner används joystick, bil- eller flygplansratt.
Genom de magnetiska rörelsesensorerna läste maskinen av spelarens huvud- och handrörelser och kunde därmed visa spelaren en tredimensionell omgivning. Spelaren förflyttade sig i miljön genom att joystickens rörelser registrerades av samma system.
1000CS från 1993 ingick i en serie som introducerades 1991 och drevs av en Amiga 3000-dator. Ett exempel på spel som fanns för 1000CS var Dactyl Nightmare, ett flerspelarspel med åtskilliga nivåer, granatkastare där spelaren slogs mot pterodactylus.